# Piramidele din Bosnia

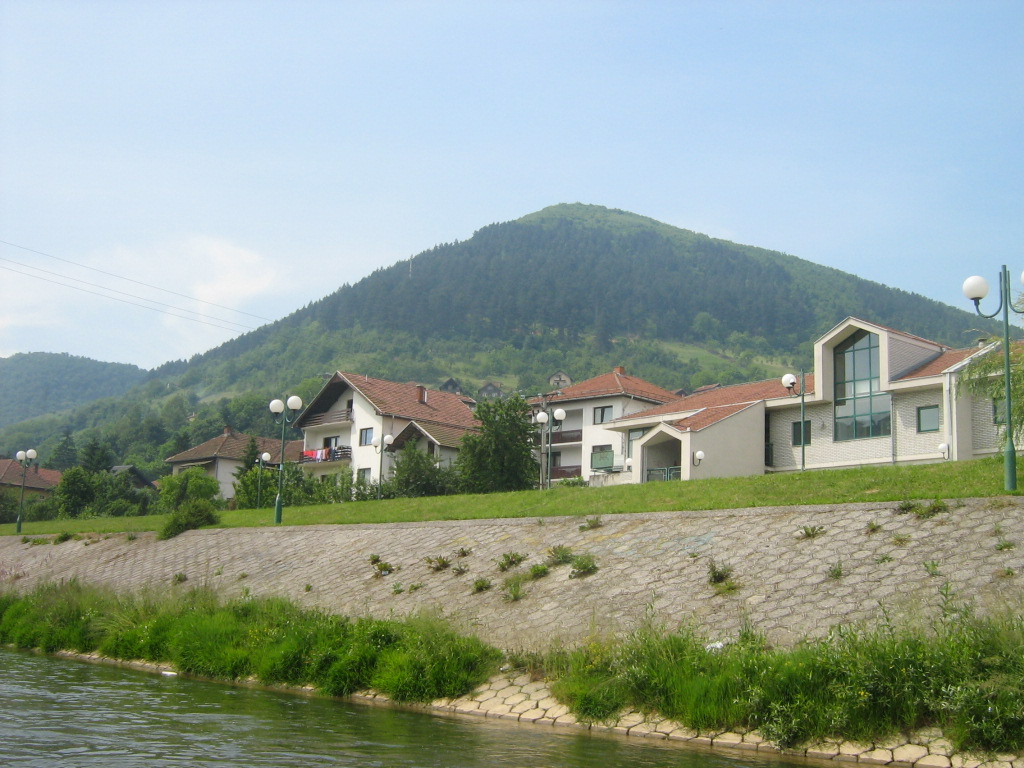
Dealul Visočica văzut dinspre Visoko în 2007

Piramidele bosniace reprezintă un grup de formațiuni geologice considerate naturale în apropiere de orașul Visoko, aflat la nord-vest de Sarajevo. Dealul numit Visočica a ajuns în centrul atenției internaționale în octombrie 2005 în urma unei campanii mass-media care promova ideea că acestea sunt create de om și prin urmare ar fi una dintre cele mai mari piramide antice de pe Pământ. Un suporter al caracterului artificial al acestor piramide este autorul Semir Osmanagić.
Osmanagić consideră că structurile piramidale descoperite de el sunt realizate de mâna omului și ar fi fost construite aproximativ în secolul al XII-lea î.Hr. de triburi de iliri, adică ar fi mai vechi decât piramidele din Giza, Egipt.

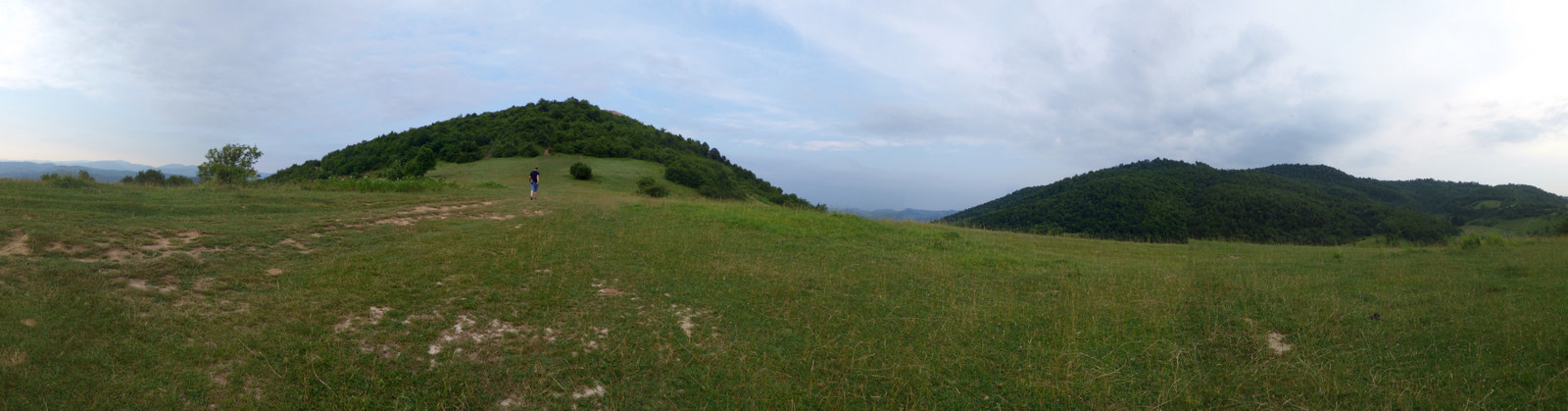
În fundal, dealul Visočica, una dintre presupusele piramide

La începutul anului 2006, geologii de la Universitatea din Tuzla au analizat probele prelevate de la Visočica. Testele lor au arătat că dealul este compus din același material ca și alți munți din zonă: straturi alternative de conglomerat, argilă și gresie. Săpăturile au evidențiat straturi de conglomerat fracturat la Visočica, în timp ce în straturi de la Pljesevica s-au descoperit plăci de gresie crăpate, separate de straturi de argilă. Robert M. Schoch, profesor asociat de științe naturale la Universitatea Boston, a declarat la acea vreme că: „ceea ce [a găsit [Osmanagić] nu este chiar neobișnuit sau spectaculos din punct de vedere geologic. Este pur și simplu normal și banal.” În aprilie 2006, douăzeci și unu de istorici, geologi și arheologi au semnat o scrisoare deschisă în care au descris săpăturile ca fiind lipsite de profesionalism și realizate fără o supraveghere științifică corespunzătoare.  